# Primeira Divisão 1994-95
La Primeira Divisão 1994/95 fue la 61.ª edición de la máxima categoría de fútbol en Portugal. Porto ganó su 14.º título.

## Tabla de posiciones
|    | Equipos              | Pts. | PJ | PG | PE | PP | GF | GC | Dif. |
| -- | -------------------- | ---- | -- | -- | -- | -- | -- | -- | ---- |
| 1  | Porto                | 62   | 34 | 29 | 4  | 1  | 73 | 15 | +58  |
| 2  | Sporting de Portugal | 53   | 34 | 22 | 9  | 3  | 57 | 22 | +35  |
| 3  | Benfica              | 49   | 34 | 22 | 5  | 7  | 61 | 28 | +33  |
| 4  | Vitória Guimarães    | 42   | 34 | 16 | 10 | 8  | 54 | 43 | +11  |
| 5  | Farense              | 37   | 34 | 16 | 5  | 13 | 44 | 38 | +6   |
| 6  | UD Leiria            | 36   | 34 | 13 | 10 | 11 | 41 | 44 | -3   |
| 7  | Marítimo             | 35   | 34 | 12 | 11 | 11 | 41 | 45 | -4   |
| 8  | Tirense              | 34   | 34 | 14 | 6  | 14 | 35 | 34 | +1   |
| 9  | Sporting Braga       | 32   | 34 | 11 | 10 | 13 | 34 | 42 | -8   |
| 10 | Boavista             | 32   | 34 | 12 | 8  | 14 | 40 | 49 | -9   |
| 11 | Salgueiros           | 29   | 34 | 11 | 7  | 16 | 43 | 50 | -7   |
| 12 | Belenenses           | 27   | 34 | 10 | 7  | 17 | 30 | 39 | -9   |
| 13 | Gil Vicente          | 27   | 34 | 7  | 13 | 14 | 30 | 40 | -10  |
| 14 | Desportivo de Chaves | 27   | 34 | 10 | 7  | 17 | 33 | 49 | -16  |
| 15 | Estrela da Amadora   | 26   | 34 | 6  | 14 | 14 | 27 | 40 | -13  |
| 16 | Uniao da Madeira     | 24   | 34 | 7  | 10 | 17 | 30 | 54 | -24  |
| 17 | Beira Mar            | 21   | 34 | 8  | 5  | 21 | 33 | 54 | -21  |
| 18 | Vitoria Setúbal      | 19   | 34 | 3  | 13 | 18 | 25 | 45 | -20  |

|  | Clasificado para la Liga de Campeones de la UEFA 1995-96 |
|  | Clasificado para la Recopa de Europa 1995-96             |
|  | Clasificado para la Copa de la UEFA 1995-96              |
|  | Descenso a la Segunda Divisão de Honra                   |

## Campeón
| Portugal            |
| FC Porto 14º título |

## Goleador
| Jugador      | Equipo     | Goles |
| ------------ | ---------- | ----- |
| Hassan Nader | SC Farense | 21    |